# Batalha de Bagrauandena
A batalha de Bagrauandena ocorreu em 25 de abril de 775, nas planícies de Bagrauandena, entre as forças dos príncipes armênios que haviam se rebelado contra o Califado Abássida e o exército califal. A batalha resultou em uma vitória abássida esmagadora, com a morte dos principais líderes armênios. O poder da família Mamicônio em particular foi quase destruído. A batalha assinalou o começo de uma migração armênia em larga escala para o Império Bizantino.

## Antecedentes e batalha
Após o estabelecimento do Califado Abássida, o califa Almançor (r. 754–775) aboliu os subsídios pagos aos vários príncipes armênios (nacarar) e impôs pesados deveres fiscais sobre eles. Atrelado às perseguições religiosas contra a maioria cristã da população armênia, estas medidas provocaram a eclosão duma revolta antiabássida em 774. A revolta foi liderada por Artavasdes Mamicônio, mas reuniu o aporte direito ou tácito de muitas famílias nacarares, mais notadamente os pró-árabes Bagratúnio, enquanto os Arzerúnios e Siunis permaneceram neutros.
A rebelião espalhou-se através da Armênia, incluindo ataques contra os coletores de impostos árabes, e o governador árabe local, Haçane ibne Cataba, foi incapaz de contê-la. O califa enviou 30 mil coraçanes sob Amir à província, e na batalha de Bagrauandena de 25 de abril de 775, os nacarar sofreram uma vitória decisiva, perdendo seus líderes, Simbácio VII e Musel VI. Após a batalha, a revolta foi brutalmente suprimida pelos abássidas.

## Rescaldo
Como o historiador Mark Whittow escreve, a batalha foi um "divisor de águas nas políticas transcaucasianas". A derrota da revolta armênia eliminou o poder de várias casas nacarar, mais notadamente dos Mamicônio, Genúnio, Amatúnio, Restúnio, Sarones e Camsaracano, que sobreviveram "como dependentes de outras famílias, ou como exilados em Bizâncio" (Whittow). Por outro lado, os Arzerúnio, que trocaram de lado à tempo, lucraram com o vácuo de poder para ascender no poder de Vaspuracânia, enquanto os Bagratúnios, após retirarem-se para suas fortalezas montanhesas, conseguiram reclamar uma posição dominante no país durante o século IX.
Os abássidas prosseguiram com sua reimposição do controle sobre a Armênia mediante um expurgo semelhante da nobreza cristã nativa na vizinha Ibéria nos anos 750, bem como pela nova política de colonização que viu o incremento do número de árabes muçulmanos assentados na Transcaucásia, com o efeito de que pela virada do século IX, o elemento árabe predominou nas cidades e planícies. No século seguinte, a Albânia foi efetivamente islamizada, enquanto a Ibéria e muito da Armênia permaneceram sob controle duma série de emirados árabes.